# انتخابات فدرال آلمان ۱۹۱۹
انتخابات فدرال در ۱۹ ژانویه ۱۹۱۹ در آلمان برگزار شد این انتخابات اولین انتخابات جمهوری جدید در جمهوری وایمار بود که پس از جنگ جهانی اول و انقلاب ۱۹۱۸–۱۹۱۹ تأسیس شده بود و اولین انتخاباتی بود که با حق رای زنان برگزار می‌شد. حوزه‌های انتخابیه قبلی که بیش از حد در مناطق روستایی حضور داشتند، از بین رفتند و انتخابات با استفاده از نمایندگان نسبی برگزار شد. سن رای دادن هم از ۲۵ سال به ۲۰ سال کاهش داده شده بود شهروندان اتریشی مقیم آلمان و شهروندان آلمانی مقیم اتریش مجاز به رأی دادن در انتخابات مجلس قانون اساسی فوریه ۱۹۱۹ بودند.